# Песнь льда и огня (франшиза)

Обложка романа Джорджа Мартина «Игра престолов», с которого началась франшиза.

Песнь льда и огня — медиафраншиза в жанре фэнтези, включающая пять романов и другие литературные произведения Джорджа Мартина, а также телесериал «Игра престолов», ряд других запланированных сериалов, комиксы, игры, игрушки и прочие произведения, созданные в рамках единой фантастической вселенной. Мир «Песни льда и огня» похож на средневековую Землю. История франшизы началась в 1996 году с публикации романа Мартина «Игра престолов».

## Книги
Мартин планирует написать семь романов в серии «Песнь льда и огня». На 2025 год опубликованы пять, сроки выхода шестой части неоднократно переносились.
1. Игра престолов (1996)
2. Битва королей (1998)
3. Буря мечей (2000)
4. Пир стервятников (2005)
5. Танец с драконами (2011); в русском издании издан в двух томах:
  1. Танец с драконами. Грёзы и пыль
  2. Танец с драконами. Искры над пеплом
6. The Winds of Winter / Ветра зимы[1]
7. A Dream of Spring / Грёзы о весне[2][3]

Существует подцикл «Повести о Дунке и Эгге» (англ. Tales of Dunk and Egg, действие которого разворачивается за 90 лет до событий, описанных в романах:
- Межевой рыцарь (1998)
- Верный меч (2003) (официальный перевод: Присяжный рыцарь)
- Таинственный рыцарь (2010)
- The She-Wolves of Winterfell / Винтерфелльские волчицы[4]
- The Village Hero / Деревенский герой[5]

## Сериалы
В 2010 году компания HBO начала работу над телесериалом «Игра престолов». В период с 2011 по 2019 годы вышли восемь сезонов шоу, снискавшего огромный успех: «Игра престолов» собрала широкую аудиторию, получила множество наград, стала самым дорогостоящим сериалом в жанре фэнтези и одним из главных сериалов десятилетия.
5 мая 2017 года представители HBO заявили о планах по созданию 4 спин-оффов.
8 июня 2018 года был одобрен пилот сериала под неофициальным названием «Долгая ночь»; показанные в нём события должны были развернуться за тысячи лет до «Игры престолов».
В октябре 2019 года дирекция HBO объявила, что этот проект закрыт, и официально анонсировала сериал «Дом Дракона», литературной основой которого стала книга «Пламя и кровь». Его премьера состоялась 21 августа 2022 года, летом 2024 года вышел второй сезон и началась работа над третьим.
В январе 2021 года стало известно о начале работы над телеэкранизацией «Повестей о Дунке и Эгге», действие которых происходит за 90 лет до событий «Игры престолов». Главные герои будущего шоу — рыцарь Дункан Высокий и его оруженосец Эгг, будущий король Эйегон V Таргариен.
В мае 2021 года было запущено производство ещё трёх спин-оффов «Игры престолов». Это сериалы под рабочими названиями «Девять плаваний» или «Морской змей» (9 Voyages или Sea Snake), «Блошиное дно» (Flea Bottom) и «10 тысяч кораблей» (10,000 Ships). В первом речь пойдёт о морских путешествиях Корлиса Велариона на корабле «Морской змей», в третьем — о том, как королева ройнаров Нимерия со своим народом искала убежище после поражения во Второй пряной войне. Наконец, действие «Блошиного дна» развернётся в трущобах Королевской гавани.
В июне 2022 года стало известно, что на канале HBO на ранней стадии разработки находится спин-офф сериала «Игра престолов» под рабочим названием «Сноу» с Китом Харингтоном в главной роли. Джордж Р. Р. Мартин подтвердил своё участие в проекте и то, что Харингтон был инициатором идеи сериала. Однако позже проект закрыли.

## Игры
В 2002 году американская компания Fantasy Flight Games, специализирующаяся на создании настольных игр, запустила в продажу карточную «Игру престолов». В 2003 году там же вышла стратегическая настольная игра, созданная Кристианом Петерсеном.
В 2014 году вышла эпизодическая приключенческая игра «Game of Thrones», разработанная по мотивам романов и сериала «Игра престолов» Telltale Games в сотрудничестве с Ти Кори Франком (личным помощником Мартина).